# Перманганат лития
Перманганат лития — неорганическое соединение, соль металла лития и марганцовой кислоты с формулой LiMnO4,
тёмно-красные кристаллы,
растворимые в воде,
образует кристаллогидрат.

## Получение
- Обменными реакциями:

{\displaystyle {\mathsf {AgMnO_{4}+LiCl\ {\xrightarrow {}}\ LiMnO_{4}+AgCl\downarrow }}}

## Физические свойства
Перманганат лития образует тёмно-красные кристаллы.
Очень хорошо растворимы в воде.
Образует кристаллогидрат состава LiMnO4•3H2O.

## Химические свойства
- Аналогичны свойствам перманганата калия.

- Разлагается при нагревании:

{\displaystyle {\mathsf {2LiMnO_{4}\ {\xrightarrow {170^{o}C}}\ Li_{2}MnO_{4}+MnO_{2}+O_{2}}}}
- В токе кислорода реагирует с гидроксидом лития с образованием гипоманганата лития (менее устойчивого, чем гипоманганат натрия и калия):

{\displaystyle {\mathsf {2LiMnO_{4}+4LiOH\ {\xrightarrow {120^{o}C}}\ 2Li_{3}MnO_{4}+2H_{2}O+O_{2}}}}